# Badplaas
Badplaas est une petite ville, fondée en 1876 et située sur les contreforts des Montagnes Dhlumudhlumu (ce qui signifie l'"Endroit avec beaucoup de Tonnerre") dans la Province du Mpumalanga en Afrique du Sud.
C'est une ville thermale avec une source chaude riche en soufre qui jaillit à environ 50 °C avec un débit de 30 000L par heure.

## Histoire
Les Swazi furent les premiers à découvrir la source et l'appelèrent "Emanzana" (eaux qui guérissent). Le Chef des Swazi fit découvrir cette source à un chasseur nommé Jacob de Clerq en 1876. Ce dernier développa un commerce basé sur les vertus médicinales de la source. L'endroit est devenu très populaire après la découverte d'or dans la Vallée De Kaap (près de Barberton). Les prospecteurs s'y rendaient les week-ends. Le 6 novembre 1893 le gouvernement récupère la source pour y développer une station thermale. De nos jours la station thermale est gérée par le groupe Forever Resorts.